# Oomorphoides
Oomorphoides es un género de escarabajos  de la familia Chrysomelidae. En 1956 Monros describió el género. Contiene las siguientes especies:
- Oomorphoides chujoi Takizawa, 1987
- Oomorphoides foveatus Tang, 1992
- Oomorphoides martensi Medvedev, 1990
- Oomorphoides nepalensis Takizawa, 1987
- Oomorphoides punctatus Tang, 1992
- Oomorphoides sakaii Takizawa, 1989